# Liste der Geotope im Landkreis Neu-Ulm
Diese Liste enthält die Geotope des Schwäbischen Landkreises Neu-Ulm in Bayern.
Die Liste enthält die amtlichen Bezeichnungen für Namen und Nummern des Bayerischen Landesamt für Umwelt (LfU) sowie deren geographische Lage. Diese Liste ist möglicherweise unvollständig. Im Geotopkataster Bayern sind etwa 3.400 Geotope (Stand März 2020) erfasst. Das LfU sieht einige Geotope nicht für die Veröffentlichung im Internet geeignet. Einige Objekte sind zum Beispiel nicht gefahrlos zugänglich oder dürfen aus anderen Gründen nur eingeschränkt betreten werden.
| Name                                | Bild | Geotop ID | Gemeinde / Lage     | Geologische Raumeinheit | Beschreibung | Fläche m² / Ausdehnung m | Geologie                                            | Aufschlussart       | Wert      | Schutzstatus           | Bemerkung |
| ----------------------------------- | ---- | --------- | ------------------- | ----------------------- | --- | ------------------------ | --------------------------------------------------- | ------------------- | --------- | ---------------------- | --------- |
| Ehem. Kiesgrube E von Bubenhausen   |      | 775A002   | Weißenhorn Position | Iller-Lech-Region       | Der Steinbruch ist größtenteils verstürzt. Im oberen Bereich sind Konglomeratstotzen neben geringer verfestigten, verwitterten Schottern aufgeschlossen. Etwa 1,5 m unterhalb der pleistozänen Schotter steht stellenweise plattig verfestigter Sandstein (eventuell Tertiär) an. Im Fußbereich der Grubenböschung wurde an einer Stelle frisch angegrabener Feinsand der Oberen Süßwassermolasse angetroffen. | 2100 70 × 30             | Typ: Schichtfolge Art: Konglomerat, Sand, Sandstein | Kiesgrube/Sandgrube | bedeutend | kein Schutzgebiet      |           |
| Sandgrube N von Ingstetten          |      | 775A005   | Roggenburg Position | Iller-Lech-Region       | Die hellgelblich-grauen bis bräunlichen Feinsande der Oberen Süßwassermolasse zeigen deutliche Schrägschichtungskörper und Aufarbeitungshorizonte, oft mit kalkumrusteten Tongeröllen und Kalkkonkretionen. Es finden sich plattig geschichtete sowie stengelige bis kugelige verhärtete Kalksandsteinkörper, die aus der Grubenböschung herauswittern.                                                        | 100 50 × 2               | Typ: Sedimentstrukturen, Schichtfolge Art: Sand     | Kiesgrube/Sandgrube | wertvoll  | Landschaftsbestandteil |           |
| Ehem. Sandgrube W von Bergenstetten |      | 775A006   | Altenstadt Position | Iller-Lech-Region       | Die Sandgrube am westlichen Ortsrand von Bergenstetten ist weitgehend mit jungem Gehölzbestand verwachsen. Im oberen Bereich sind einige plattig erhärtete Sandsteinlagen erhalten, im unteren Bereich sind an einer Stelle Mittel- bis Feinsande mit Schrägschichtung erkennbar. | 2800 70 × 40             | Typ: Sedimentstrukturen Art: Sand                   | Kiesgrube/Sandgrube | bedeutend | Landschaftsbestandteil |           |